# 자이언트 (기업)
자이언트(중국어: 捷安特, 병음: jié ān tè, 주음 부호: ㄐㄧㄝˊ ㄢ ㄊㄜˋ, 영어: Giant Manufacturing)는 대만의 자전거 제조업체이다.

## 대표 모델
산악자전거
REING (레인, 트레일 풀서스펜션)
TRENCE (트랜스, 트레일 풀서스펜션)
ANSSOM (앤썸, XC 풀서스펜션)
XTC (엑스시티, 하드테일 트레일)
STP (에스티피, 묘기용)
E+1 (전기 자전거, 생활, 산악용 풀서스펜션)

## 같이 보기
- 대만의 기업 목록